# 可編程金屬化單元
可編程金屬化單元（英語：programmable metallization cell，縮寫為），一種新的非揮發性記憶體技術，由亞利桑那州立大學開發，這項專利目前已授權並轉移給Axon Technologies公司。它有可能取代快閃記憶體。
英飛凌在2004年取得PMC技術的授權，並用來開發導電橋接隨機存取記憶體(conductive-bridging RAM，CBRAM)，NEC稱為Nanobridge，Sony稱其為electrolytic memory。但這些公司都沒有做出實際應用成果。
目前最主要推動 CBRAM 裝置的公司是Adesto Technologies，最快有可能在2011年第一季推出首款 CBRAM 樣品。